# Laichhaken

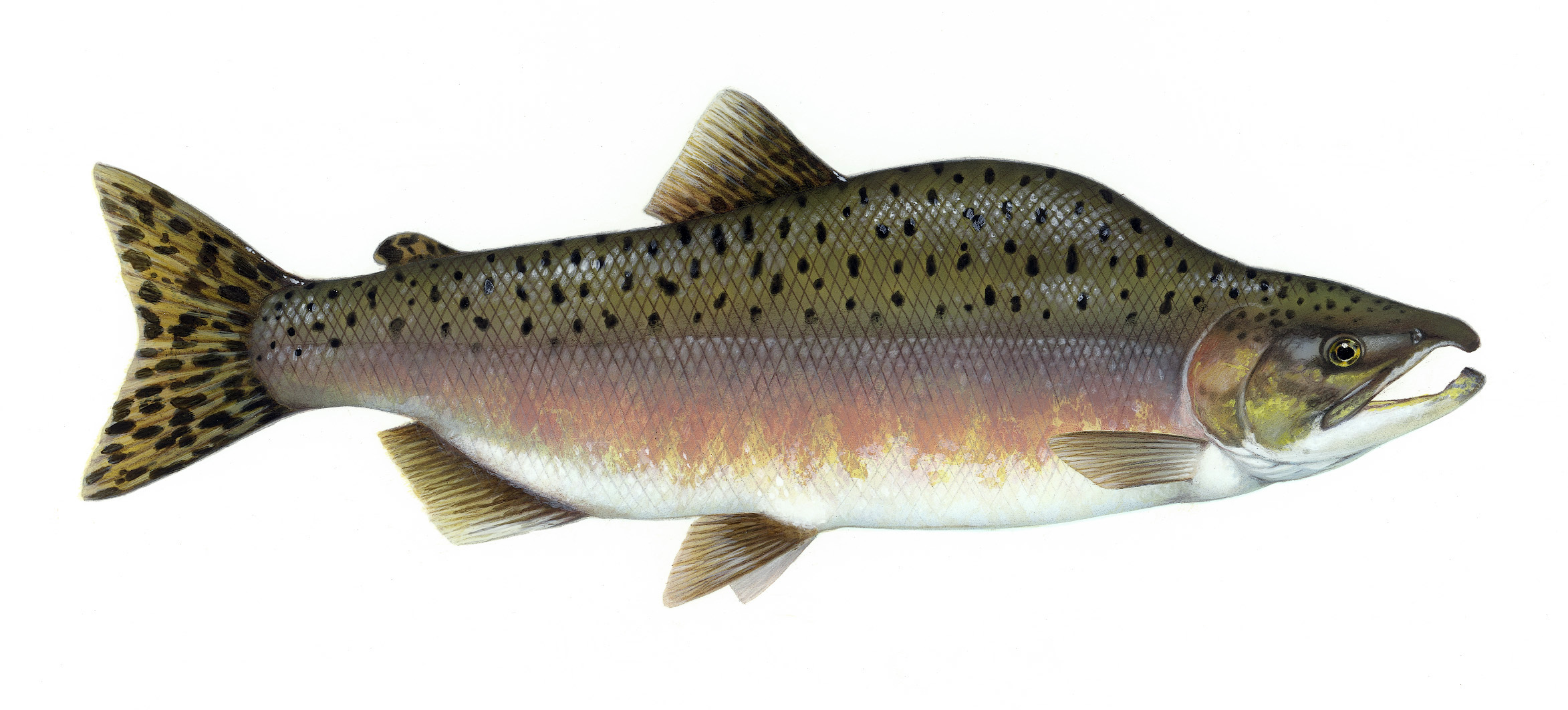
Männlicher Buckellachs mit deutlichem Laichhaken und Buckel

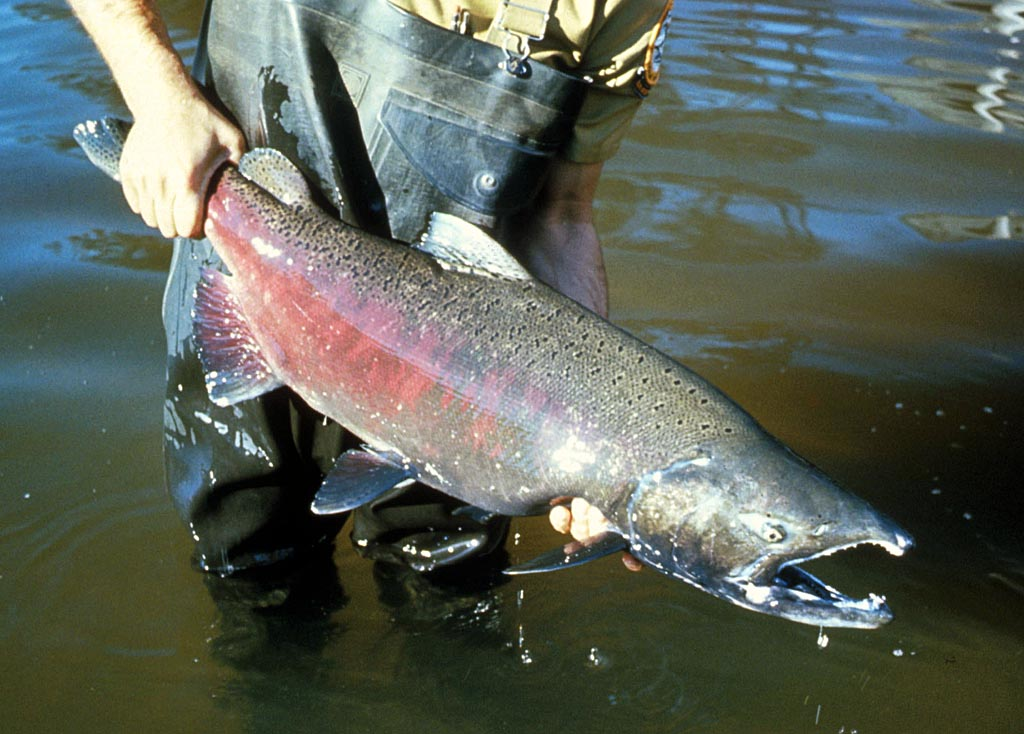
Der Königslachs (Oncorhynchus tshawytscha) mit deutlich ausgebildetem Laichhaken

Der Laichhaken (im Englischen als kype bezeichnet) ist ein zu einem Haken geformter Unterkiefer bei einigen Fischarten. Der Laichhaken ist ein Beispiel eines Geschlechtsdimorphismus, einer deutlichen Unterscheidung von männlichen und weiblichen Tieren. Er kommt bei allen geschlechtsreifen männlichen Fischen aus der Familie der Lachsartigen (Salmoniden) außer bei den Huchen vor. Als sekundäres Geschlechtsmerkmal wächst er kurz vor der Laichzeit durch eine im Süßwasser erfolgende Hormonveränderung heran und verschwindet bei einigen Arten nach der Laichzeit wieder. Neben dem Laichhaken bilden die Tiere einen mehr oder weniger ausgeprägten Buckel zwischen dem Kopf und der Rückenflosse aus und verfärben sich auffallend rosa.
Die Bildung des Laichhakens erfolgt durch eine Verlängerung und Krümmung des Ober- und Unterkiefers, wobei besonders der Unterkiefer wächst und einen hakenförmigen Fortsatz bildet. Die Zähne werden durch funktionslose neue Zähne ersetzt, gemeinsam mit der Verformung wird eine Nahrungsaufnahme unmöglich. Vor allem bei Arten mit starken Deformierungen wie dem Buckellachs (Oncorhynchus gorbuscha) und dem Ketalachs (Oncorhynchus keta) sind diese irreversibel; diese Tiere sterben nach der Laichzeit. Weniger starke Deformierungen, wie sie beispielsweise beim Atlantischen Lachs (Salmo salar) auftreten, verschwinden nach der Laichzeit wieder.